# آرامائیس تونویان
آرامائیس تونویان (ارمنی: Արամայիս Ստեփանի Տոնոյան؛ زادهٔ ۲۶ اکتبر ۱۹۶۹ در ایروان) بازیکن فوتبال در پست مدافع اهل ارمنستان است.

## باشگاهی
از باشگاه‌هایی که در آن بازی کرده‌است می‌توان به باشگاه فوتبال سپاهان، باشگاه فوتبال پیونیک، باشگاه فوتبال ایروان، باشگاه فوتبال میکا و باشگاه فوتبال آرارات ایروان اشاره کرد.

## تیم ملی
وی همچنین در تیم ملی فوتبال ارمنستان بازی کرده‌است. یان نخستین بازی ملی خود را که یک بازی دوستانه بود در تاریخ ۱۴ اکتبر ۱۹۹۲ در ایروان در مقابل مولداوی انجام داده‌است.